# Seututie 548
Pour les articles homonymes, voir Route 548.
La route régionale 548 (finnois : Seututie 548) est une route régionale allant de Suonenjoki jusqu'à Karttula à Kuopio  en Finlande,,.

## Présentation
La seututie 548 est une route régionale de Savonie du Nord.

## Parcours
- Suonenjoki
- Karsikonmäki
- Mustolanmäki
- Virmaanpää
- Vatilahti
- Karttula